# Elefthérios Avyenákis
Elefthérios « Leftéris » Avyenákis (grec moderne : Ελευθέριος «Λευτέρης» Αυγενάκης), né le 18 juillet 1972 à Kamáres, est un homme politique grec, membre de la Nouvelle Démocratie (ND).

## Biographie
Aux élections législatives grecques de janvier 2015, il est élu député au Parlement grec sur la liste de la Nouvelle Démocratie dans la circonscription d'Héraklion, en Crète.